# Karl Ernst von Baer
Karl Ernst von Baer (Piibe, tegenwoordig in de gemeente Väike-Maarja, 28 februari 1792 - Tartu, 28 november 1876) was een Baltisch-Duits wetenschapper. Hij deed baanbrekend onderzoek op uiteenlopende wetenschappelijke gebieden, in het bijzonder binnen de embryologie en de vergelijkende anatomie.

## Leven en werk
Baer stamde uit een oud-adellijk geslacht en was bij geboorte gerechtigd de titel van ridder te dragen. Hij studeerde aan de Universiteit van Dorpat en later aan de universiteiten te Berlijn, Wenen en Würzburg, waar hij kennis maakte met het toen nieuwe vakgebied van de embryologie. In 1817 werd hij professor aan de Universiteit van Konigsberg. In 1834 ging hij naar Sint-Petersburg en werd lid van de Russische Academie van Wetenschappen, waarvoor hij werkte als fysioloog en anatoom. Lange tijd zou hij er gelden als "ziel van de academie". Later werd hij wel de Alexander von Humboldt van het noorden genoemd.
Baer was een breed georiënteerd wetenschapper. Hij was actief op het terrein van de biologie, de zoölogie, de natuurlijke historie, de meteorologie, de geografie en bovenal de embryologie, binnen welk vakgebied hij baanbrekend werk verrichtte. Hij staat bekend als de ontdekker van de menselijke eicel (ovum) en de chorda dorsalis. Ook formuleerde hij een theorie (feitelijk een voorloper van de recapitulatietheorie) waarin hij stelde dat embryo's van gewervelden steeds moeilijker van elkaar te onderscheiden zijn naarmate ze dichter bij de conceptie staan. Baers wetten van embryologie luiden:
1. algemene kenmerken van een soort waartoe het embryo behoort, ontwikkelen zich eerder dan de specifieke kenmerken;
2. eerst worden de algemene structurele relaties gevormd, de meest specifieke komen als laatste;
3. elk embryo van een bepaalde soort doorloopt niet alle stadia van andere soorten, maar scheidt zich en ontwikkelt zich los ervan;
4. het embryo van een hogere soort lijkt nooit op een volwassen stadium van een lagere soort, alleen in de embryologische fasen lijken ze op elkaar.

Samen met Heinz Christian Pander beschreef hij verder het principe van de kiemblad-ontwikkeling, waarmee hij de basis legde voor de vergelijkende anatomie. Op dat laatste domein bestreed hij aan het einde van zijn leven nog de theorieën over natuurlijke selectie van Charles Darwin.

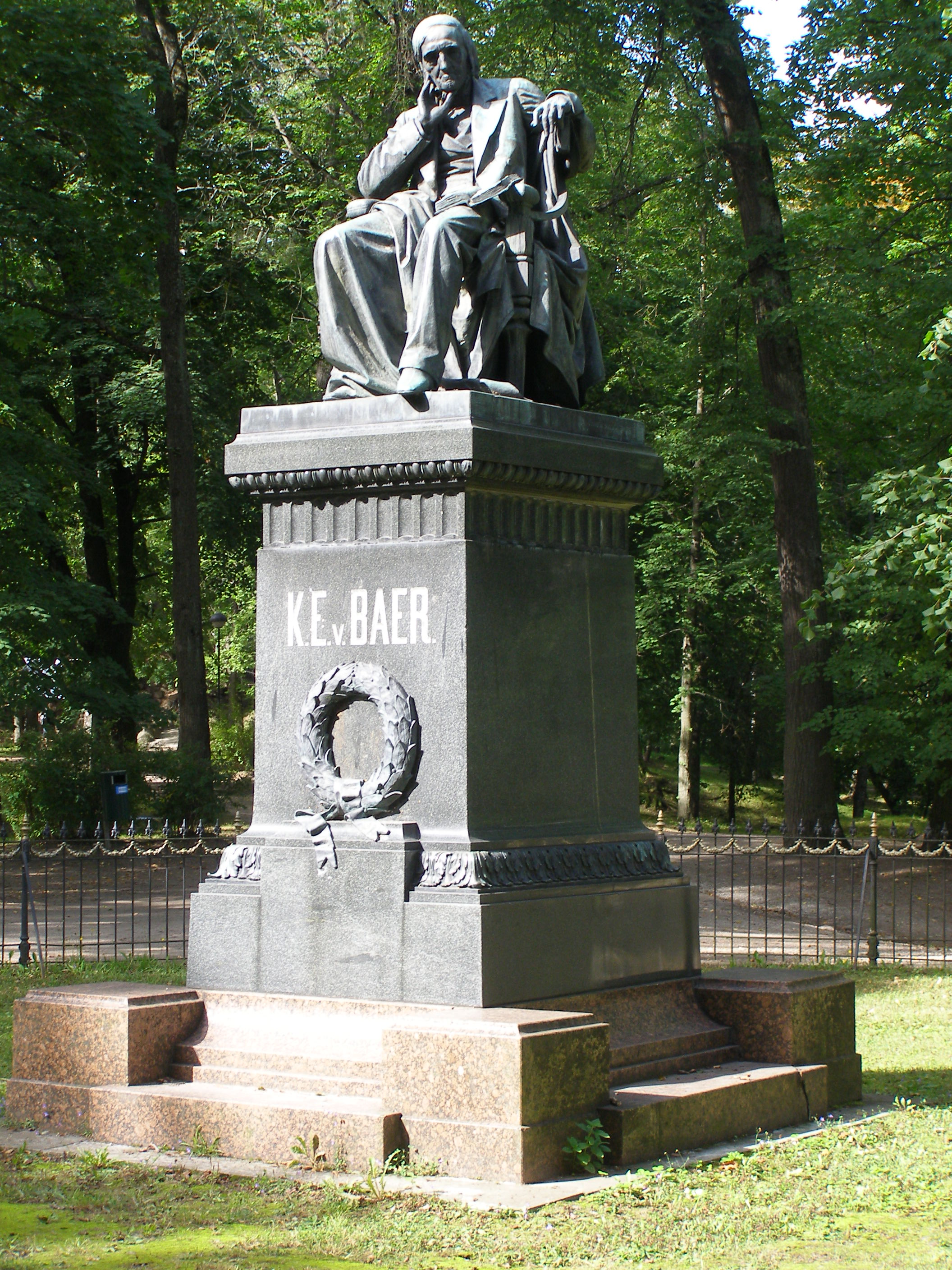
Standbeeld te Tartu

Baer deed ook belangwekkende ontdekkingen op andere wetenschappelijke terreinen. Zo beschreef hij als eerste het corioliseffect: het fenomeen dat erosie op het noordelijk halfrond zich altijd voordoet op rechteroevers en op het zuidelijk halfrond op de linkeroever. Hij geldt als een pionier in de formulering van het principe van de biologische klok. Meermaals nam hij deel aan geologische expedities naar Nova Zembla, Finland en Noord-Rusland, tijdens welke hij diverse nieuwe dieren en planten beschreef en ook -wederom als eerste- systematisch de visstand beschreef. Ook deed hij tijdens zijn reizen belangwekkend antropologisch onderzoek.
Baer wordt gezien als een van de belangrijkste wetenschappers van zijn tijd. Hij was medeoprichter van het Russisch Geografisch Genootschap en de eerste voorzitter van het Russisch Entomologisch Genootschap. In 1867 werd hij door de Londense Royal Society onderscheiden met de Copley Medal. De laatste tien jaar van zijn leven woonde hij in Dorpat, waar hij in 1876 overleed, inmiddels geheel blind, 84 jaar oud. Hij ligt begraven op de Raadi-begraafplaats in Tartu. In Dorpat, thans Tartu, staat ook zijn standbeeld.